# Darhan-Uul
Darhan-Uul (Mongools: Дархан-Уул) is een van de eenentwintig ajmguud (bestuurlijke regio's) van Mongolië. Het ligt in het noorden van Mongolië. De hoofdstad is Darhan.
Deze ajmag werd onafhankelijk van Selenge in 1994. Darhan-Uul is een enclave, omdat het volledig omgeven is door Selenge.
In Darhan-Uul splitst de Trans-Mongoolse spoorlijn zich voor een afslag naar Erdenet.